# Ladebow

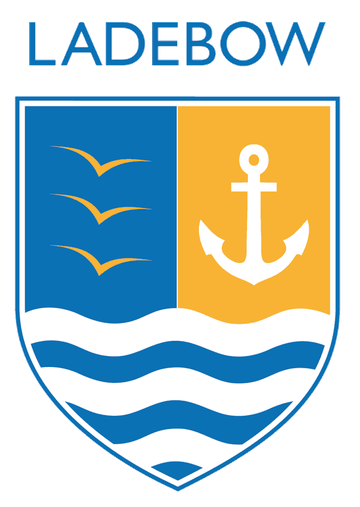
Ortslogo des Ortsteils Ladebow (Wappen dürfen Ortsteile nicht führen)

Ladebow ist ein Ortsteil der Hansestadt Greifswald und hatte per 31. Dezember 2023 799 Einwohner. Ladebow liegt nördlich des Ryck und nordwestlich des Ortsteils Wieck. Im Nordosten grenzt Ladebow an die Dänische Wiek. Hier befindet sich auch der Seehafen Greifswald-Ladebow.

## Geschichte

Ladebow oben links um 1760

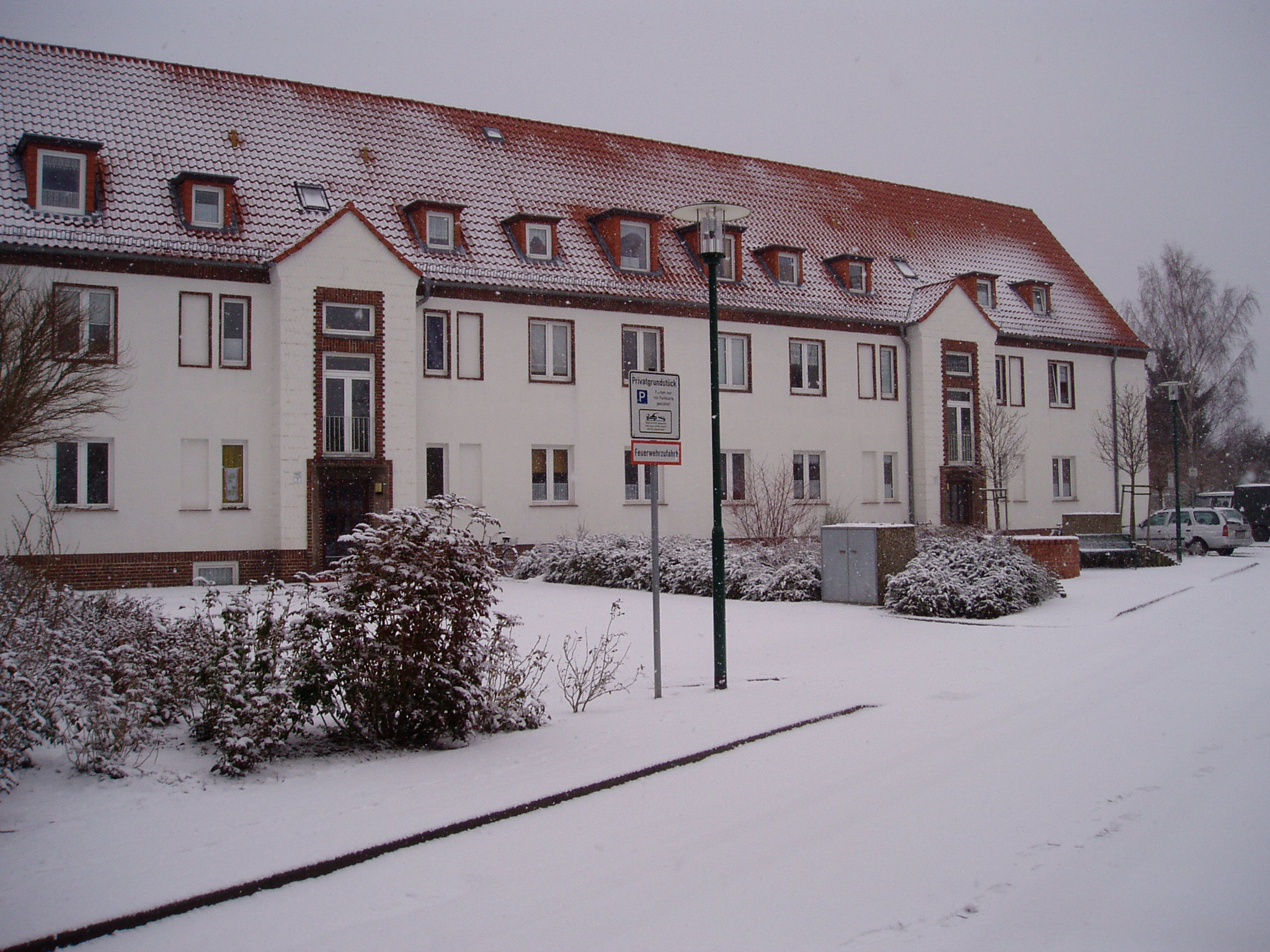
Haus der ehemaligen Flugplatzsiedlung

Der Ort wurde 1248 erstmals urkundlich erwähnt und gehörte zu den Gütern des Klosters Eldena, mit ihr bestätigte Herzog Wartislaw III. dem Kloster den Besitz des Gutshofes Ladebow. Der Ortsname, damals Lathebo, um 1634 Ladeboode, geht auf dänische Mönche zurück. Diese stammten aus der Gegend des Klosters Esrom, des Mutterklosters von Eldena (ursprünglich in Dargun gegründet), wo es entsprechende Ortsnamen gab. Die spätere Veränderung der Endsilbe auf -ow, wie sie bei Ortsnamen slawischen Ursprungs häufig vorkommt, beruht auf einem etymologischen Irrtum. Der Name setzt sich aus dem dänischen lade = Scheune und bo = Haus zusammen. Der Name Ladebow tauchte dann 1692 erstmals auf. Erwiesen ist aber archäologisch die Nähe einer spätslawischen Siedlung südwestlich des Ortes.
Ursprünglich bestand der Ort nur aus einem Hof – „grangia“ – des Klosters, wie die päpstliche Urkunde aus 1250 belegt. Erst 1406 war mit Genehmigung von Herzog Wartislaw VIII. aus dem Klosterhof ein Gutsdorf geworden.
Nachdem es seit der Säkularisation des Klosters im 16. Jahrhundert zum Amt Eldena gehört hatte, kam es durch die Schenkung des Pommernherzogs 1634 in den Besitz der Universität Greifswald.
Außer in der Anfangszeit durch die Mönche wurde die Landwirtschaft in Ladebow von Pächtern betrieben. Mit dem Bau der Flugplatzsiedlung Ladebow ab 1935 blieben von dem einst stattlichen Gut nur noch zwei Gebäude erhalten – ein Landarbeiterhaus und das Haus des Gutsverwalters – erhalten.
1927 planten die Heinkel-Werke in Ladebow Flugzeugindustrie anzusiedeln. Bedingung dafür war, dass Greifswald Ladebow eingemeindete. Gleichzeitig wurde mit dem Bau eines Flugplatzes begonnen, der ab 1928 offiziell als Sportflugplatz genutzt wurde.
Durch Tausch von Grundstücken erwarb die Stadt Greifswald im Jahr 1934 das Flugplatzgelände. Im selben Jahr überließ sie den Flugplatz einer Tarnfirma der Reichswehr, der Deutschen Luft- und Handels-Aktiengesellschaft, zur Nutzung.
Mit dem Ausbau zum Militärflugplatz wurden eine Betonstraße und ein Eisenbahnanschluss der Bahnstrecke Greifswald–Ladebow gebaut. Im angrenzenden Fischerdorf Wieck wurde der Turm der Bugenhagenkirche gekürzt, um den Flugverkehr nicht zu behindern. Für die Militärangehörigen wurden Wohnhäuser errichtet. Nach dem Bau des Flugplatzes wurde Ladebow 1939 nach Greifswald eingemeindet.
Nach dem Zweiten Weltkrieg sprengte die Sowjetarmee nach Demontage der Ausstattung die gesamte Flugplatzanlage. Nach Gründung der DDR am 7. Oktober 1949, entstand in den 1950er Jahren auf diesem Gelände ein Betonwerk, in dem unter anderem Betonteile für das Wohngebiet Greifswald-Ostseeviertel gefertigt wurden. Erst 1952 wurden durch die Greifswalder Bürgerschaft Straßennamen in Ladebow eingeführt; bis dahin führten die Gebäude nur so genannte Unterkunftsnummern (U-Nummern). Auf Teilen der Flugplatz-Anlage entstanden später Kleingärten, die noch heute im Norden, Osten und Westen die Ortsfläche dominieren. Die Kleingärtner, die ihre Parzellen auf Pachtbasis erwarben, bewirtschafteten und nutzten, waren zu DDR-Zeiten in der Massenorganisation des VKSK, Kreisverband Greifswald, organisiert. Seit der deutschen Wiedervereinigung (1990) sind die Gartenfreunde in Greifswald-Ladebow dem Dachverband Bundesverband Deutscher Gartenfreunde e. V. (BDG), Landesverband Mecklenburg und Vorpommern e. V., angeschlossen.
Mitte der 1960er Jahre errichtete die Volksmarine (VM) als Teilstreitkraft der NVA im Ortsteil einen Stützpunkt mit Hafen, wofür an der Dänischen Wiek Sand aufgespült wurde. Insgesamt bestanden zu DDR-Zeiten in Ladebow drei Dienststellen der Volksmarine: 1. Das Treib- und Schmierstofflager (TSL-18), auch „Ölhafen“ genannt, den zumeist VM-Hilfsschiffe, so Tanker anliefen, als größtes Objekt am Westufer der Dänischen Wiek. Neben Militärangehörigen waren dort zahlreiche Zivilbeschäftigte tätig, langjähriger Kommandeur der Einheit: Fregattenkapitän Walter Schmidt, Stabschef: Korvettenkapitän Horst Kraft; 2. Die Instandsetzungsbasis (I-Basis) der zentralen Kfz-Werkstatt, Kommandeur: Korvettenkapitän Siegfried Helfsgott; 3. Das Zentrallager für die Mobilmachungsreserve, Kommandeur: Korvettenkapitän Heinz Kehnappel. Alle drei Objekte wurden im Zuge der deutschen Wiedervereinigung 1990 von der Bundeswehr aufgegeben. Bis 1990 befand sich der Stadthafen Greifswald, ein wichtiger Umschlagplatz für Baumaterial und Brennstoffe, an der Salinenstraße in Greifswald. Nach der politischen Wende wurde der bisherige Militärhafen zum zivilen Seehafen ausgebaut.
Seit Ende der 1990er Jahre entstanden zwei neue Eigenheimsiedlungen; die Einwohnerzahl nahm zu. Ebenso wurden die unter Denkmalschutz stehenden Wohnhäuser der Flugplatzsiedlung unter denkmalpflegerischen Aspekten saniert.
Die ungenutzten und teilweise unterspülten Gleise der Bahnstrecke Greifswald–Ladebow wurde bis 2014 wieder rekonstruiert und im Januar 2014 in Betrieb genommen. Greifswald erhofft sich dadurch eine Wiederbelebung der Hafenwirtschaft. Außerdem führt die "Hafenbahn" seit dieser Zeit Sonderfahrten zum Hafen Ladebow vom Bahnhof Greifswald aus zu dem alljährlich im Juli stattfindenden Fischerfest in Greifswald-Wieck, dem größten maritimen Volksfest Vorpommerns, durch.
Dem Erhalt und der Weiterentwicklung des Ortsteils widmet sich mit „Unser Ladebow e.V.“ seit 2022 ein eigener Verein.

## Sehenswürdigkeiten
→ Siehe: Liste der Baudenkmale in Greifswald (Außenbereiche)
- Denkmalgeschützte Flugplatzsiedlung Ladebow
- Sgraffiti von 1952 mit Motiven aus der landwirtschaftlichen Ausbildung am Haus Hugo Finke Str. 10